# Campeonato Europeu de Atletismo em Pista Coberta de 2023
O Campeonato Europeu de Atletismo em Pista Coberta de 2023 foi a 37ª edição do campeonato organizado pela Associação Europeia de Atletismo (AEA) em Istambul, na Turquia, entre 2 a 5 de março de 2023. Foram disputadas 26 provas no campeonato, no qual participaram 550 atletas de 47 nacionalidades. Teve como destaque a Noruega com quatro medalhas de ouro. Os atletas de Rússia e Bielorrússia foram excluídos deste campeonato devido à invasão russa da Ucrânia.

## Calendário
O calendário da competição é o seguinte:
| E | Eliminatórias | C | Classificatório | ½ | Semifinais | F | Final |

| 60 m               |   |   |   |   |   | E | E | ½ | F |   |   |   |   |
| 400 m              |   | E | E | ½ | ½ |   |   | F | F |   |   |   |   |
| 800 m              | E |   |   |   |   |   |   |   |   | ½ | F |   |   |
| 1500 m             | E |   |   | F | F |   |   |   |   |   |   |   |   |
| 3000 m             |   |   |   |   |   | E | E |   |   |   | F |   |   |
| 60 m c/ barreiras  |   |   |   |   |   | E | E |   |   | ½ | F |   |   |
| 4 × 400 m          |   |   |   |   |   |   |   |   |   |   | F |   |   |
| Salto em distância |   | C | C |   |   |   |   |   |   | F |   |   |   |
| Salto triplo       | C |   |   | F | F |   |   |   |   |   |   |   |   |
| Salto em altura    |   |   |   | C | C |   |   |   |   |   | F |   |   |
| Salto com vara     |   |   |   |   |   | C | C |   |   |   | F |   |   |
| Arremesso de peso  | C |   |   | F | F |   |   |   |   |   |   |   |   |
| Heptatlo           |   |   |   |   |   | F | F | F | F | F | F | F | F |

| Data →             | 2 Mar | 3 Mar | 3 Mar | 3 Mar | 3 Mar | 4 Mar | 4 Mar | 4 Mar | 4 Mar | 5 Mar | 5 Mar |
| Evento ↓           | T     | M     | M     | T     | T     | M     | M     | T     | T     | M     | T     |
| ------------------ | ----- | ----- | ----- | ----- | ----- | ----- | ----- | ----- | ----- | ----- | ----- |
| 60 m               |       | E     | E     | ½     | F     |       |       |       |       |       |       |
| 400 m              |       | E     | E     | ½     | ½     |       |       | F     | F     |       |       |
| 800 m              | E     |       |       |       |       |       |       | ½     | ½     |       | F     |
| 1500 m             |       | E     | E     |       |       |       |       | F     | F     |       |       |
| 3000 m             | E     |       |       | F     | F     |       |       |       |       |       |       |
| 60 m c/ barreiras  |       |       |       |       |       | E     | E     |       |       | ½     | F     |
| 4 × 400 m          |       |       |       |       |       |       |       |       |       |       | F     |
| Salto em distância |       |       |       |       |       | C     | C     |       |       |       | F     |
| Salto triplo       |       | C     | C     |       |       |       |       | F     | F     |       |       |
| Salto em altura    | C     |       |       |       |       |       |       |       |       | F     |       |
| Salto com vara     |       | C     | C     |       |       |       |       | F     | F     |       |       |
| Arremesso de peso  | C     |       |       | F     | F     |       |       |       |       |       |       |
| Pentatlo           |       | F     | F     | F     | F     |       |       |       |       |       |       |

## Medalhistas

### Masculino
Esses foram os resultados na categoria masculino.
| Evento                      | Ouro                                                                   | Ouro           | Prata                                                                           | Prata          | Bronze                                                                                  | Bronze        |
| --------------------------- | ---------------------------------------------------------------------- | -------------- | ------------------------------------------------------------------------------- | -------------- | --------------------------------------------------------------------------------------- | ------------- |
| 60 m detalhes               | Samuele Ceccarelli · Itália                                            | 6.48           | Marcell Jacobs · Itália                                                         | 6.50           | Henrik Larsson · Suécia                                                                 | 6.53          |
| 400 m detalhes              | Karsten Warholm · Noruega                                              | 45.35          | Julien Watrin · Bélgica                                                         | 45.44          | Carl Bengtström · Suécia                                                                | 45.77         |
| 800 m detalhes              | Adrián Ben · Espanha                                                   | 1:47.34 (.335) | Benjamin Robert · França                                                        | 1:47.34 (.338) | Eliott Crestan · Bélgica                                                                | 1:47.65       |
| 1500 m detalhes             | Jakob Ingebrigtsen · Noruega                                           | 3:33.95        | Neil Gourley · Reino Unido                                                      | 3:34.23        | Azeddine Habz · França                                                                  | 3:35.39       |
| 3000 m detalhes             | Jakob Ingebrigtsen · Noruega                                           | 7:40.32        | Adel Mechaal · Espanha                                                          | 7:41.75        | Elzan Bibić · Sérvia                                                                    | 7:44.03       |
| 60 m/c barreiras detalhes   | Jason Joseph · Suíça                                                   | 7.41 EL        | Jakub Szymański · Polónia                                                       | 7.56           | Just Kwaou-Mathey · França                                                              | 7.59          |
| 4x400 m detalhes            | Bélgica · Dylan Borlée · Alexander Doom · Kevin Borlée · Julien Watrin | 3:05.83 EL     | França · Gilles Biron · Téo Andant · Victor Coroller · Muhammad Abdallah Kounta | 3:06.52        | Países Baixos · Isayah Boers · Isaya Klein Ikkink · Ramsey Angela · Liemarvin Bonevacia | 3:06.59       |
| Salto em altura detalhes    | Douwe Amels · Países Baixos                                            | 2.31 =         | Andriy Protsenko · Ucrânia                                                      | 2.29           | Thomas Carmoy · Bélgica                                                                 | 2.29          |
| Salto com vara detalhes     | Sondre Guttormsen · Noruega                                            | 5.80           | Emmanouil Karalis · Grécia Piotr Lisek · Polónia                                | 5.80           | Sem premiação                                                                           | Sem premiação |
| Salto em distância detalhes | Miltiadis Tentoglou · Grécia                                           | 8.30           | Thobias Montler · Suécia                                                        | 8.19           | Gabriel Bitan · Roménia                                                                 | 8.00          |
| Salto triplo detalhes       | Pedro Pichardo · Portugal                                              | 17.60 ,        | Nikolaos Andrikopoulos · Grécia                                                 | 16.58          | Max Heß · Alemanha                                                                      | 16.57         |
| Arremesso de peso detalhes  | Zane Weir · Itália                                                     | 22.06 EL,      | Tomáš Staněk · Chéquia                                                          | 21.90          | Roman Kokoshko · Ucrânia                                                                | 21.84         |
| Heptatlo detalhes           | Kevin Mayer · França                                                   | 6,348 EL       | Sander Skotheim · Noruega                                                       | 6,318          | Risto Lillemets · Estónia                                                               | 6,079         |

### Feminino
Esses foram os resultados na categoria feminino.
| Evento                      | Ouro                                                                            | Ouro      | Prata                                                                             | Prata   | Bronze                                                                                     | Bronze  |
| --------------------------- | ------------------------------------------------------------------------------- | --------- | --------------------------------------------------------------------------------- | ------- | ------------------------------------------------------------------------------------------ | ------- |
| 60 m detalhes               | Mujinga Kambundji · Suíça                                                       | 7.00 =    | Ewa Swoboda · Polónia                                                             | 7.09 =  | Daryll Neita · Reino Unido                                                                 | 7.12    |
| 400 m detalhes              | Femke Bol · Países Baixos                                                       | 49.85     | Lieke Klaver · Países Baixos                                                      | 50.57   | Anna Kiełbasińska · Polónia                                                                | 51.25   |
| 800 m detalhes              | Keely Hodgkinson · Reino Unido                                                  | 1:58.66   | Anita Horvat · Eslovênia                                                          | 2:00.54 | Agnès Raharolahy · França                                                                  | 2:00.85 |
| 1500 m detalhes             | Laura Muir · Reino Unido                                                        | 4:03.40   | Claudia Bobocea · Roménia                                                         | 4:03.76 | Sofia Ennaoui · Polónia                                                                    | 4:04.06 |
| 3000 m detalhes             | Hanna Klein · Alemanha                                                          | 8:35.87   | Konstanze Klosterhalfen · Alemanha                                                | 8:36.50 | Melissa Courtney-Bryant · Reino Unido                                                      | 8:41.19 |
| 60 m/c barreiras detalhes   | Reetta Hurske · Finlândia                                                       | 7.79 =    | Nadine Visser · Países Baixos                                                     | 7.84    | Ditaji Kambundji · Suíça                                                                   | 7.91    |
| 4x400 m detalhes            | Países Baixos · Lieke Klaver · Eveline Saalberg · Cathelijn Peeters · Femke Bol | 3:25.66 , | Itália · Alice Mangione · Ayomide Folorunso · Anna Polinari · Eleonora Marchiando | 3:28.61 | Polónia · Anna Kiełbasińska · Marika Popowicz-Drapała · Alicja Wrona-Kutrzepa · Anna Pałys | 3:29.31 |
| Salto em altura detalhes    | Yaroslava Mahuchikh · Ucrânia                                                   | 1.98      | Britt Weerman · Países Baixos                                                     | 1.96 =  | Kateryna Tabashnyk · Ucrânia                                                               | 1.94    |
| Salto com vara detalhes     | Wilma Murto · Finlândia                                                         | 4.80      | Tina Šutej · Eslovênia                                                            | 4.75    | Amálie Švábíková · Chéquia                                                                 | 4.70    |
| Salto em distância detalhes | Jazmin Sawyers · Reino Unido                                                    | 7.00 ,    | Larissa Iapichino · Itália                                                        | 6.97    | Ivana Vuleta · Sérvia                                                                      | 6.91    |
| Salto triplo detalhes       | Tuğba Danışmaz · Turquia                                                        | 14.31     | Dariya Derkach · Itália                                                           | 14.20   | Patrícia Mamona · Portugal                                                                 | 14.16   |
| Arremesso de peso detalhes  | Auriol Dongmo · Portugal                                                        | 19.76 EL  | Sara Gambetta · Alemanha                                                          | 18.83   | Fanny Roos · Suécia                                                                        | 18.42   |
| Pentatlo detalhes           | Nafissatou Thiam · Bélgica                                                      | 5055      | Adrianna Sułek · Polónia                                                          | 5014    | Noor Vidts · Bélgica                                                                       | 4823    |

## Quadro de medalhas
O quadro de medalhas foi publicado. 
| Ordem | País          | Medalha de ouro | Medalha de prata | Medalha de bronze | Total |
| ----- | ------------- | --------------- | ---------------- | ----------------- | ----- |
| 1     | Noruega       | 4               | 1                | 0                 | 5     |
| 2     | Países Baixos | 3               | 3                | 1                 | 7     |
| 3     | Reino Unido   | 3               | 1                | 2                 | 6     |
| 4     | Itália        | 2               | 4                | 0                 | 6     |
| 5     | Bélgica       | 2               | 1                | 3                 | 6     |
| 6     | Portugal      | 2               | 0                | 1                 | 3     |
| 6     | Suíça         | 2               | 0                | 1                 | 3     |
| 8     | Finlândia     | 2               | 0                | 0                 | 2     |
| 9     | França        | 1               | 2                | 3                 | 6     |
| 10    | Alemanha      | 1               | 2                | 1                 | 4     |
| 11    | Grécia        | 1               | 2                | 0                 | 3     |
| 12    | Ucrânia       | 1               | 1                | 2                 | 4     |
| 13    | Espanha       | 1               | 1                | 0                 | 2     |
| 14    | Turquia       | 1               | 0                | 0                 | 1     |
| 15    | Polónia       | 0               | 4                | 3                 | 7     |
| 16    | Eslovênia     | 0               | 2                | 0                 | 2     |
| 17    | Suécia        | 0               | 1                | 3                 | 4     |
| 18    | Chéquia       | 0               | 1                | 1                 | 2     |
| 18    | Roménia       | 0               | 1                | 1                 | 2     |
| 20    | Sérvia        | 0               | 0                | 2                 | 2     |
| 21    | Estónia       | 0               | 0                | 1                 | 1     |
| Total | Total         | 26              | 27               | 25                | 78    |

## Participantes por nacionalidade
Participaram 550 atletas de 47 nacionalidades participara do campeonato.
- Albânia (1)
- Andorra (2)
- Armênia (2)
- Áustria (3)
- Azerbaijão (2)
- Bélgica (20)
- Bósnia e Herzegovina (3)
- Bulgária (5)
- Croácia (6)
- Chipre (4)
- Chéquia (14)
- Dinamarca (8)
- Estónia (6)
- Finlândia (20)
- França (38)
- Geórgia (2)
- Alemanha (28)
- Gibraltar (2)
- Grã-Bretanha (29)
- Grécia (18)
- Hungria (15)
- Islândia (2)
- Irlanda (12)
- Itália (49)
- Kosovo (2)
- Letônia (3)
- Lituânia (6)
- Luxemburgo (5)
- Malta (2)
- Moldávia (1)
- Mónaco (1)
- Montenegro (1)
- Países Baixos (29)
- Macedônia do Norte (2)
- Noruega (18)
- Polónia (25)
- Portugal (22)
- Roménia (14)
- San Marino (2)
- Sérvia (12)
- Eslováquia (3)
- Eslovênia (12)
- Espanha (29)
- Suécia (20)
- Suíça  (23)
- Turquia (17)
- Ucrânia (10)

Legenda
| Recorde mundial       | Recorde mundial (World record)               |                       | Recorde africano                      | Recorde africano (African) |                                           | Q | Classificado por posição (Qualified) |
| Recorde do campeonato | Recorde do campeonato (Championship record)  | Recorde da América    | Recorde da América (Americas)         | q                          | Classificado por melhor tempo (Qualified) |   |                                      |
| Melhor marca do ano   | Melhor marca do ano (World leading)          | Recorde asiático      | Recorde asiático (Asian)              | DNS                        | Não largou (Did not start)                |   |                                      |
| Recorde nacional      | Recorde nacional (National record)           | Recorde europeu       | Recorde europeu (European)            | DNF                        | Não terminou (Did not finish)             |   |                                      |
| Recorde pessoal       | Recorde pessoal do atleta (Personal best)    | Recorde da Oceania    | Recorde da Oceania (Oceania)          | DSQ / DQ                   | Desclassificado (Disqualified)            |   |                                      |
| Recorde da temporada  | Recorde da temporada do atleta (Season best) | Recorde sul-americano | Recorde sul-americano (South America) | NM                         | Sem marca (No mark)                       |   |                                      |